# Coolup
Coolup is een plaats in de regio Peel in West-Australië.

## Geschiedenis
Rond 1886 vestigden de eerste kolonisten zich in de streek en in 1893 werd de 'Coolup Agricultural Area' uitgeroepen. Rond 1896 werd er een schooltje opgericht.
In 1899 werd Coolup officieel gesticht. De naam is inheems en zou "plaats van de wilde kalkoen" betekenen.
Op 1 maart 1933 werd de 'St Mary's Anglican Church' er ingewijd. Dat jaar sloot het schooltje de deuren. In 1950 kwam het schoolgebouw in handen van de plaatselijke afdeling van de Country Women's Association of Western Australia.

## Beschrijving
Coolup maakt deel uit van het lokale bestuursgebied (LGA) Shire of Murray, waarvan Pinjarra de hoofdplaats is.
Tijdens de volkstelling van 2021 telde Coolup 420 inwoners, tegenover 193 in 2006.

## Ligging
Coolup ligt net ten westen van de South Western Highway en de Murray, ongeveer 95 kilometer ten zuiden van de West-Australische hoofdstad Perth, 30 kilometer ten zuidoosten van de kuststad Mandurah en 15 kilometer ten zuiden van Pinjarra

## Klimaat
De streek kent een warm mediterraan klimaat, Csa volgens de klimaatclassificatie van Köppen.
Banksiadale · Barragup · Birchmont · Blythewood · Boddington · Bouvard · Carcoola · Chadoora · Clifton · Coodanup · Coolup · Crossman · Dawesville · Dudley Park · Dwellingup · Erskine · Etmilyn · Fairbridge · Falcon · Furnissdale · Greenfields · Halls Head · Hamel · Herron · Holyoake · Inglehope · Kooljerrenup · Lake Clifton · Lakelands · Lower Hotham · Madora Bay · Mandurah · Marradong · Marrinup · Meadow Springs · Meelon · Mount Cooke · Mount Wells · Myara · Nambeelup · Nanga Brook · Nirimba · North Dandalup · North Yunderup · Oakley · Parklands · Pinjarra · Point Grey · Preston Beach · Quindanning · Ranford · Ravenswood · San Remo · Silver Sands · Solus · South Yunderup · Stake Hill · Teesdale · Wagerup · Wannanup · Waroona · West Coolup · West Pinjarra · Whittaker · Wuraming